# James Britten

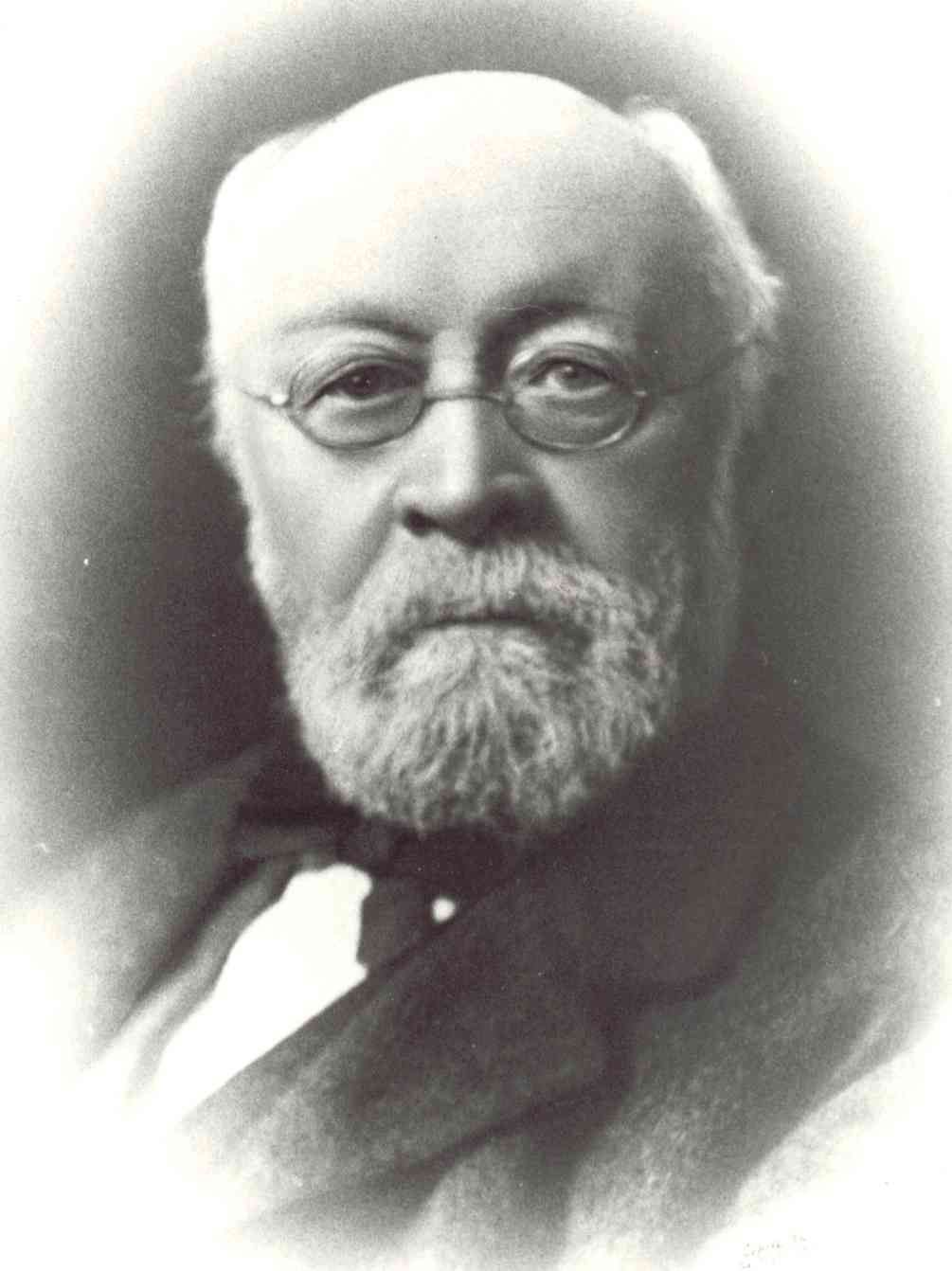
James Britten

James Britten (* 3. Mai 1846 in Chelsea (London); † 8. Oktober 1924 in London) war ein britischer Botaniker. Sein botanisches Autorenkürzel lautet „Britten“.

## Leben und Wirken
Britten ist ein Sohn des Buchhändlers James Alexander Britten und dessen Frau Mary Ann Shepard. Er wurde von Privatlehrern erzogen. 1865 entschied Britten sich zunächst, Mediziner zu werden, und zog nach High Wycombe. Schon früh zeigte sich sein Interesse für die Pflanzenwelt.
1869 trat Britten einen Posten als Assistent beim Herbarium der Royal Botanic Gardens in Kew an. 1871 wechselte er zur botanischen Abteilung des British Museum in London, wo er bis zu seiner Pensionierung im Jahre 1909 verblieb. 
1866 bis 1870 gab Britten das Quarterly Magazine of the High Wycombe Natural History Society heraus, für das er auch Beiträge über die Flora von Wycombe und Buckinghamshire verfasste. 1879 folgte er Henry Trimen als Herausgeber des Journal of Botany, British and Foreign nach und erfüllte diese Aufgabe 45 Jahre lang bis zu seinem Tode 1924. Zur Flora of tropical Africa von Daniel Oliver trug er 1871 für Band 2 den Abschnitt über die Pflanzenfamilie Crassulaceae bei.
Bereits im Alter von Anfang 20 konvertierte Britten von der anglikanischen Konfession zum Katholizismus. Er engagierte sich stark in der Catholic Truth Society (CTS), die 1872 geschlossen, aber 1884 unter anderem von Britten wiederbelebt wurde.
James Britten war nie verheiratet.

## Ehrungen
Am 21. April 1870 wurde Britten zum Mitglied („Fellow“) der Linnean Society of London gewählt.
Er wurde 1897 von Papst Leo XIII. zum Ritter und am 14. Juni 1917 zum Komtur des Gregoriusordens ernannt.
Nach Britten wurden die Gattungen Brittenia Cogn. (1890) aus der Familie der Schwarzmundgewächse (Melastomataceae) und Jamesbrittenia Kuntze (1841) aus der Familie der Braunwurzgewächse (Scrophulariaceae) benannt.

## Schriften (Auswahl)

### Botanische
Bücher
- Flora of Buckinghamshire. A catalogue of the British plants, known, or reported, to have been found in the county of Buckingham. Wycombe 1867 (Digitalisat).
- A dictionary of English plant names. 3 Teile, Trübner & Co., London 1878–1886 (Digitalisat) – mit Robert Holland (1829–1893)
- European ferns. Cassell, Petter, Galpin & Co., London / Paris / New York [1879–1881] (Digitalisat).
- The names of herbs by William Turner A.D. 1548. London 1881 (Digitalisat) – als Herausgeber.
- A biographical index of British and Irish botanists.  – mit George Simonds Boulger.
  - 1. Auflage. West, Newman & Co, London 1893 (Digitalisat).
  - 1. Supplement (1893–1897): London 1899 (Digitalisat).
  - 2. Supplement (1898–1902): London 1905.
  - 2. Auflage: A biographical index of deceased British and Irish botanists. Taylor and Francis, London 1931 (Digitalisat) – überarbeitet und vervollständigt von Alfred Barton Rendle (1865–1938).
- List of British seed-plants and ferns. London 1907 (Digitalisat) – mit Alfred Barton Rendle (1865–1938).

Zeitschriftenbeiträge
- The London Flora. In: The Phytologist. A botanical journal. Band 6, London 1862, S. 348–349 (Digitalisat).
- Exotic and rare plants at Wandsworth.  In: The Phytologist. A botanical journal. Band 6, London 1863, S. 411–413 (Digitalisat).
- Anemone apennina.  In: The Phytologist. A botanical journal. Band 6, London 1863, S. 511–512 (Digitalisat).
- Wycombe Wild Flowers. In: Quarterly Magazine of the High Wycombe Natural History Society. Band 1, 1866–1868, S. 11–17, 90–94 (Digitalisat).
- Additions to the Wycombe Flora in 1866. In: Quarterly Magazine of the High Wycombe Natural History Society. Band 1, 1866–1868, S. 65–68 (Digitalisat).
- Additions to the Wycombe Flora in 1867. In: Quarterly Magazine of the High Wycombe Natural History Society. Band 1, 1866–1868, S. 153–155 (Digitalisat).
- Notes on Buckinghamshire plants – I. In: Quarterly Magazine of the High Wycombe Natural History Society. Band 1, 1866–1868, S. 171–172 (Digitalisat).
- Additions to the Wycombe Flora, 1868. In: Quarterly Magazine of the High Wycombe Natural History Society. Band 2, 1868–1870, S. 59–62 (Digitalisat).
- Additions to the Flora of Buckinghamshire. In: Quarterly Magazine of the High Wycombe Natural History Society. Band 2, 1868–1870, S. 62–63 (Digitalisat).
- A list of Buckinghamshire Orchids. In: Quarterly Magazine of the High Wycombe Natural History Society. Band 2, 1868–1870, S. 73–78 (Digitalisat).
- Flora of Buckinghamshire. In: Quarterly Magazine of the High Wycombe Natural History Society. Band 2, 1868–1870, S. 110–113 (Digitalisat).
- Flora of Buckinghamshire. (Continued). In: Quarterly Magazine of the High Wycombe Natural History Society. Band 2, 1868–1870, S. 121–126 (Digitalisat).
- Additions to the Wycombe Flora, 1869. In: Quarterly Magazine of the High Wycombe Natural History Society. Band 2, 1868–1870, S. 157 (Digitalisat).
- Buckinghamshire Botany. In: Quarterly Magazine of the High Wycombe Natural History Society. Band 2, 1868–1870, S. 157–165 (Digitalisat).
- The plants of Milanji, Nyasa-Land, collected by Mr. Alexander Whyte, F.L.S. […]. In: Transactions of the Linnean Society of London, 2nd series: Botany. Band 4, Teil 1, 1894, S. 1–67 (Digitalisat).
- Houstoun’s Central American Leguminosae. In: Journal of Botany, British and Foreign. Band 35, 1897, S. 225–234 (Digitalisat) – mit Edmund Gilbert Baker (1864–1949).
- On some species of Cracca. In: Journal of Botany, British and Foreign. Band 38, Nr. 1, 1900, S. 12–19 (Digitalisat) – mit Edmund Gilbert Baker (1864–1949).
- Notes on Eryngium. In: Journal of Botany, British and Foreign. Band 38, Nr. 7, 1900, S. 241–246 (Digitalisat) – mit Edmund Gilbert Baker (1864–1949).
- Some early Cape botanists and collectors. In: Journal of the Linnean Society of London, Botany. Band 45, 1920, S. 29–51 (Digitalisat, doi:10.1111/j.1095-8339.1920.tb00118.x).
- Linnaeus and his collections. In: The Dublin Review. Band 175, Nr. 351, 1924, S. 207–221 (Digitalisat).

Sonstige
- Crassulaceae. In: Daniel Oliver: Flora of tropical Africa. Band 2, 1871, S. 385–401 (Digitalisat).
- Appendix C: List of plants. In: Hesketh Vernon Hesketh-Prichard: Through the heart of Patagonia. New York 1902, S. 336–339 (Digitalisat) – mit Alfred Barton Rendle (1865–1938).

### Andere
Bücher
- Old Country and Farming Words. London 1880 (Digitalisat).
- Remains of Gentilisme and Judaisme, 1686–1687. 1881 – als Herausgeber.
- Protestant Fiction. Catholic Truth Society, London 1896 (Digitalisat).

Zeitschriftenbeiträge
- Irish Folk-tales. In: Folk-Lore Journal. Band 1, 1883:
  - Nr. 2, S. 52–55 (JSTOR:1252583).
  - Nr. 6, S. 184–187 (JSTOR:1252672).
  - Nr. 10, S. 316–324 (JSTOR:1252773).
- Mary Howitt. In: Publications of the Catholic Truth Society. Band 11, 1893, S. 3–24 (Digitalisat).